# Landesbetrieb Liegenschafts- und Baubetreuung

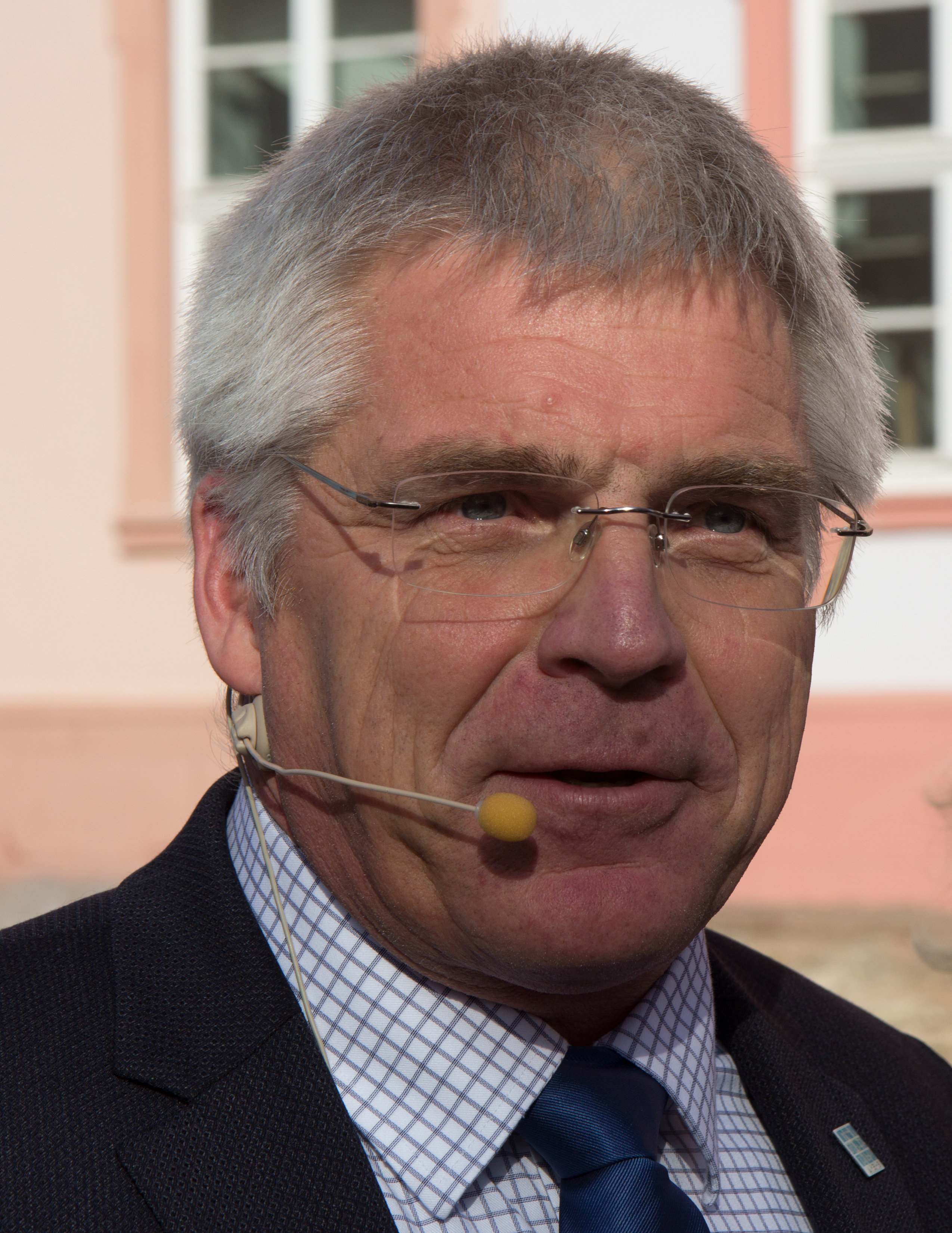
Der Geschäftsführer des Landesbetriebs LBB Holger Basten im Rahmen der Grundsteinlegung für die Sanierung des rheinland-pfälzischen Landtages

Der Landesbetrieb Liegenschafts- und Baubetreuung Rheinland-Pfalz ist als Nachfolger der ehemaligen rheinland-pfälzischen Staatsbauverwaltung heute Immobilien- und Baudienstleister für das Land Rheinland-Pfalz. Das 1998 gegründete Unternehmen ist auf den Geschäftsfeldern Baumanagement und Immobilienmanagement tätig.

## Aufgaben
Der Landesbetrieb Liegenschafts- und Baubetreuung (LBB) ist der Immobilien- und Baudienstleister für das Land Rheinland-Pfalz. Zu seinen Aufgaben gehören die Betreuung und Optimierung des eigenen Immobilienbestands nach betriebswirtschaftlichen Gesichtspunkten sowie die Umsetzung von Bauvorhaben des Bundes inklusive derjenigen für die NATO, die Gaststreitkräfte, für das Land und für Dritte.
Der Landesbetrieb LBB ging 1998 aus der ehemaligen Staatsbauverwaltung hervor. Ziel der Neugründung war das Arbeiten nach betriebswirtschaftlichen Grundsätzen, womit die Umstellung von der Kameralistik auf die Kosten- und Leistungsrechnung einherging. Das Controlling liefert heute wichtige, maßgebliche Informationen zur laufenden Geschäftstätigkeit. Aufsichtsbehörde des Landesbetriebs LBB ist das Ministerium der Finanzen Rheinland-Pfalz, die Fachaufsicht im Geschäftszweig Bundesbau liegt beim Amt für Bundesbau (ABB), Mainz.
Im wirtschaftlichen Eigentum befinden sich 550 Liegenschaften mit rund 1.600 Gebäuden, die vom LBB-eigenen Immobilienmanagement betreut werden. Das Anlagevermögen beläuft sich auf 2,2 Mrd. Euro. Hierzu gehören Bürogebäude wie z. B. Ministerien, Finanzämter und Katasterämter, Spezialimmobilien wie z. B. Justiz-, Polizei-, Forstgebäude, Museen und Schulen, Hochschulen und Universitäten.
Der LBB beschäftigt etwa 1.400 Mitarbeiter. Das Unternehmen bildet Technische Systemplaner, Bauzeichner und Bürokaufleute sowie Baureferendare in den Fachgebieten Architektur, Maschinen-/Elektrotechnik und Städtebau aus.
2019 setzte der LBB ein Bauvolumen von 481 Mio. Euro (2018: 380 Mio. Euro) um. Auf den Bundesbau entfielen dabei 288 Mio. Euro, auf den Landesbau 160 Mio. Euro.

## Struktur
Die Zentrale der LBB gliedert sich in die Sparten Immobilienmanagement, Bundesbau und Grundsatz, sowie die Prüfgruppe Zuwendungsbau und sie verschiedenen Stabsstellen. Der Bereich Immobilienmanagement ist wiederum in die Bereiche Strategische Entwicklung, Portfolio-, Facility- und Energiemanagement untergliedert.
Acht regionale Niederlassungen (Diez, Idar-Oberstein, Kaiserslautern, Koblenz, Landau, Mainz, Trier und Weilerbach) arbeiten unter dem Dach einer Zentrale in Mainz. Zusätzlich existieren noch mehrere regionale Bauleitungen, z. B. auf der Spangdahlem Air Base oder dem Flughafen Frankfurt-Hahn.

## Bauvorhaben
Zu den aktuellen großen Bauvorhaben gehören neben zahlreichen Bauten für Landesbehörden, Instituts- und Forschungsneubauten an rheinland-pfälzischen Universitäten, der Neubau des Römisch-Germanischen Zentralmuseums und die Sanierung des Landtags in Mainz. Einen Schwerpunkt der Maßnahmen für Bundeswehr bildet der Neu- und Ausbau des Bundeswehr-Zentralkrankenhauses in Koblenz. Für die amerikanischen Gaststreitkräfte wird ein neues Klinikum bei Weilerbach errichtet sowie ein umfangreiches Schulbauprogramm (21th-Century-Konzept) umgesetzt. Im Bereich Burgen, Schlösser, Altertümer befinden sich u. a. Maßnahmen an den römischen Kaiserthermen in Trier, am Schloss Stolzenfels sowie an der Festung Ehrenbreitstein in Umsetzung.

## Kritik
Der Rechnungshof Rheinland-Pfalz kritisierte in seinem Jahresbericht 2018, dass das Mieter-Vermieter-Modell des Landes die verfolgten Ziele nur teilweise erreicht hätte. Nach Einschätzung des Rechnungshofes würde mit einem hohen Aufwand nur eine geringe Steuerungseffizienz erreicht.